# Enoplus
Enoplus is een geslacht van rondwormen uit de familie van de Enoplidae.

## Soorten
- Enoplus alatus Ssaweljev, 1912
- Enoplus alpha
- Enoplus anisospiculus Hopper, 1968
- Enoplus auriculatus Ssaweljev, 1912
- Enoplus behringicus
- Enoplus benhami Ditlevsen, 1930
- Enoplus bisetosus
- Enoplus brachyuris Ditlevsen, 1923
- Enoplus brevis Bastian, 1865
- Enoplus californicus Allgén, 1947
- Enoplus communis Bastian, 1865
- Enoplus constrictus Ditlevsen, 1926
- Enoplus crassus Filipjev, 1916
- Enoplus demani de Man, 1886
- Enoplus edentatus von Linstow, 1900
- Enoplus elongatus
- Enoplus erythrophthalmus
- Enoplus flagellicaudatus Schuurmans Stekhoven, 1943
- Enoplus groenlandicus Ditlevsen, 1926
- Enoplus harlockae Inglis, 1964
- Enoplus heardensis Mawson, 1958
- Enoplus inermis Bastian, 1865
- Enoplus leydigii
- Enoplus littoralis Filipjev, 1918
- Enoplus macrophthalmus Eberth, 1863
- Enoplus maeoticus Filipjev, 1916
- Enoplus mammillatus Timm, 1959
- Enoplus marinus Leidy, 1855
- Enoplus meridionalis Steiner, 1921
- Enoplus michaelseni Linstow, 1896
- Enoplus micrognathus Allgén, 1947
- Enoplus microstomus
- Enoplus obtusocaudatus Eberth, 1863
- Enoplus oculatus
- Enoplus parabrevis Allgén, 1927
- Enoplus paralittoralis Wieser, 1953
- Enoplus pigmentosus Bastian, 1865
- Enoplus polaris
- Enoplus quadridentatus Berlin, 1853
- Enoplus sacculus Gerlach, 1958
- Enoplus schulzi Gerlach, 1952
- Enoplus serratus Ditlevsen, 1926
- Enoplus sphaericus Kreis, 1928
- Enoplus stenodon
- Enoplus striatus Eberth, 1863
- Enoplus tridentatus
- Enoplus velatus